# Făclia, Constanța
Făclia (în germană Fachria, în trecut Facria) este un sat în comuna Saligny din județul Constanța, Dobrogea, România. La recensământul din 2002 avea o populație de 977 locuitori.

## Scurt istoric
Primii locuitori s-au stabilit pe teritoriul Făcliei încă de la sfârșitul secolului XIX, începutul secolului XX, aceștia fiind în mare majoritate de origine germană. În perioada 1873-1883 localitatea a fost populată cu coloniști de origine germană, cunoscuți ca germani dobrogeni. Majoritatea au părăsit localitatea în 1940, fiind strămutați  în Germania, sub lozinca Heim ins Reich (Acasă în Reich). De altfel, multe dintre casele construite în acea perioadă își păstrează și în ziua de astăzi structura arhitecturală. Satul a început să se populeze în perioada interbelică, majoritatea locuitorilor fiind deportați din Bulgaria, din zona Caliacra, dar și originari din județele Brăila și Buzău.